# Anasztaszija Alekszandrovna Vertyinszkaja
Anasztaszija Alekszandrovna Vertyinszkaja (oroszul: Анастасия Александровна Вертинская; Moszkva, 1944. december 19. –) orosz szovjet színésznő.

## Pályája
- Apja, Alekszandr Nyikolajevics Vertyinszkij sanzonénekes, esztrádszínész (1889–1957). Orosz emigráns, 1920-ban hagyta el az országot és 1943 novemberében Kínából költözött a Szovjetunióba feleségével és első kislányukkal együtt.
- Anyja, Ligyija Vlagyimirovna Vertyinszkaja (1923, leánykori neve: Cirgvava) képzőművészeti főiskolát végzett, színésznő.
- Nővére, Marianna Alekszandrovna Vertyinszkaja (1943) ugyancsak színésznő, a moszkvai Vahtangov Színház művésznője.

Anasztaszija Vertyinszkaja fiatalon, 1961-ben kezdett filmezni. Alekszandr Ptusko rendező osztotta rá a Bíborvörös vitorlák című romantikus szerelmi történet női főszerepét. A színésznő később úgy emlékezett vissza a forgatásra, hogy fogalma sem volt, hogyan mozogjon, hogyan beszéljen. Ugyanabban az évben játszotta második filmfőszerepét is az érzelmes, mesés-fantasztikus Kétéltű emberben, mely hírnevét hazájában megalapozta, hiszen – Szergej Kudrjavcev filmtörténész összesítései szerint – a Szovjetunió tizenegyedik legnézettebb filmje volt (több mint 65 millió néző).
Legfontosabb szerepeit világhírű irodalmi alkotások filmfeldolgozásaiban játszotta. Grigorij Kozincev filmrendező 1964-ben az alig húszéves, még képzetlen színésznőre bízta a Hamlet-filmben Ophelia szerepét. A választás főként külső adottságai, természetes bája, törékeny alkata miatt esett rá, de Vertyinszkaja a forgatás során művészileg felnőtt a szerephez és – Innokentyij Szmoktunovszkij partnereként – teljes sikerrel oldotta meg a feladatot. Nevét ebben a szerepben ismerte meg a világ.
Közben 1962-ben fölvették a moszkvai Puskin Színházhoz, és a társulattal az ország távolabbi részeire is gyakran járt vendégszerepelni. A Hamlet-film befejezése után elvégezte a Scsukin Színiiskolát (1967), utána hosszabb ideig a moszkvai Szovremennyik Színház (1968–1980), majd a Moszkvai Művész Színház (1980–1989) társulatának művésznője volt. Színpadon kiemelkedő alakítást nyújtott többek között Csehov A sirály (Nyina Zarecsnaja), Ványa bácsi (Jelena Andrejevna), Tolsztoj Élő holttest (Liza), Molière Tartuffe (Elmira asszony), Shakespeare Vízkereszt, vagy amit akartok (Olivia), A vihar (Prospero és Ariel kettős szerepében, A. Efrosz kísérleti rendezése) és mások darabjaiban.
Még a színiiskola növendéke volt, amikor újabb kitüntető felkérést kapott, ezúttal Szergej Bondarcsuk filmrendezőtől: Tolsztoj regénye, a Háború és béke filmváltozatában Liza Bolkonszkaja alakját keltette életre. Nem sokkal később Kitty szerepét alakította a másik nagy Tolsztoj-regény, az Anna Karenina filmfeldolgozásában (rendezte Alekszandr Zarhi).
Főszerepet játszott többek között Az időelőtti emberben (Abram Room rendező utolsó filmje, 1971); a Bögöly című romantikus történetben (1980); egy Jack London-színmű adaptációjában, ismét Szmoktunovszkijjal (A rablás, 1981); egy sci-fiben (Egy jenki újabb kalandjai Arthur király udvarában, 1988); egy Valerij Brjuszov novelláinak motívumaiból megalkotott thrillerben (A szenvedély vágyása, 1991). Filmszínészi pályájának derekán, ötvenévesen újabb világhírű regény, A Mester és Margarita női főszerepére kérték fel (1994). A Bulgakov-regény megfilmesítése el is készült, de a rendező és a producer közötti vita és per miatt nyilvános vetítése, sugárzása 2010 végéig nem volt.

### Magánéletéből
Anasztaszija Vertyinszkaja először Nyikita Mihalkov színész-rendezőhöz ment feleségül, akit a Scsukin Színiiskolában ismert meg. Közel négy évig tartó házasságukból született fiuk, Sztyepan Mihalkov (1966) színész, producer, üzletember, étteremhálózat tulajdonosa Moszkvában. A színésznő második férje Alekszandr Gradszkij rock-zenész, énekes, zeneszerző volt, de ez a házasság sem bizonyult tartósnak, elváltak. Vertyinszkaja levonta a következtetést, harmadszor nem ment férjhez.

## Filmjei
- 1961 – Bíborvörös vitorlák (Алые паруса) – (R. Alekszandr Ptusko)
- 1961 – A kétéltű ember (Человек-амфибия) – (R. V. Csebotarjov, G. Kazanszkij)
- 1964 – Hamlet, 1–2. rész (Гамлет) – (Ophelia szerepében. R. Grigorij Kozincev)
- 1965–1967 – Háború és béke, 1–4. rész (Война и мир) – (Lev Tolsztoj regényének filmváltozatában. R. Szergej Bondarcsuk)
- 1967 – Anna Karenina (Анна Каренина) – (Kitty szerepe Lev Tolsztoj regényének filmváltozatában. R. Alekszandr Zarhi)
- 1969 – (Влюблённые) – (Üzbég film)
- 1969 – Ne búsulj! (Не горюй! ) – (A Moszfilm Stúdió és Gruziafilm Stúdió közös produkciója. R. Georgij Danyelija)
- 1970 – Történet Polinyinnal (Случай с Полыниным) – (Konsztantyin Szimonov elbeszéléséből)
- 1971 – Az időelőtti ember (Преждевременный человек) – (Makszim Gorkij Jakov Bogomolov című befejezetlen színművéből. R. Abram Room)
- 1971 – Az árny (Тень) – (Jevgenyij Svarc azonos című mesejátékából)
- 1972 – Az ember a helyén (Человек на своём месте)
- 1978 – Névtelen csillag (Безымянная звезда) – (Szverdlovszki Stúdió)
- 1978 – Vízkereszt, vagy amit akartok (Двенадцатая ночь) – (William Shakespeare színműve, a moszkvai Szovremennyik Színház előadásának filmfelvétele)
- 1980 – A bögöly (Овод) – (Tv-film Ethel Lilian Voynich regénye alapján. R. Nyikolaj Mascsenko)
- 1982 – A rablás (Кража) – (Jack London The Theft című színdarabjából. R. Leonyid Pcsolkin)
- 1987 – Nyikolaj Batigin napjai és évei (Дни и годы Николая Батыгина)
- 1988 – Don Quijote és Sancho Panza élete (Житие Дон Кихота и Санчо) – (Szovjet-grúz és spanyol film Cervantes regényének motívumai alapján. R. Rezo /Revaz/ Csheidze)
- 1988 – Egy jenki újabb kalandjai Arthur király udvarában (Новые приключения янки при дворе короля Артура) – (Mark Twain Egy jenki Arthur király udvarában című művének motívumai alapján)
- 1989 – Szocsiban sötétek az éjszakák (В городе Сочи тёмные ночи) – (R. Vaszilij Picsul)
- 1991 – A szenvedély vágyása (Жажда страсти) – (R. Andrej Haritonov)
- 1994 – A Mester és Margarita (Мастер и Маргарита) – (Margarita szerepe, Mihail Bulgakov azonos című regényének filmváltozatában. R. Jurij Kara)
- 2000 – A brémai muzsikusok (Бременские музыканты) – (A Grimm fivérek műveinek motívumaiból készített musical)
- 2002 – Casus belli (Казус Белли) – (Vígjáték. R. Igor Ugolnyikov)